# Villa de Zaragoza
Villa de Zaragoza es un pueblo del estado mexicano de San Luis Potosí y cabecera del municipio de Zaragoza. Conocida durante muchos años con el nombre de Villa de Zaragoza, ya que en el pasado pertenecía a la fracción de Villa de Pozos, el 3 de noviembre de 1882 es promulgado el decreto N.º 79 por el gobernador Pedro Diez Gutiérrez, se erige en cabecera municipal, la población de San José de la Carrera, bajo el nombre de Zaragoza en honor al General mexicano Don Ignacio Zaragoza.
El municipio actualmente se encuentra en pleno desarrollo transicional Rural-Urbano.
La población total es de 7975 habitantes, teniendo prácticamente la misma cantidad de hombres y mujeres. Mientras que la población del municipio es de 22425 habitantes, de los cuales el 49% son varones.

## Descripción geográfica

### Ubicación
Zaragoza se localiza a 22° 02' 15" de latitud norte, 100° 43' 55" de longitud oeste y 1970 metros sobre el nivel medio del mar, por lo que pertenece a la llamada "zona centro” del estado.

### Orografía e hidrografía
En el norte se encuentran los arroyos La Calerita, La Tortuga y El Soyate. En la parte central La Labor, Paso Hondo y Arenal, al norte también se encuentra la Presa de Varela. En el sureste los arroyos: Cieneguilla, Puerto del Salto, El Zapote y Salto del Agua, los cuales desembocan en el Río Santa Catarina.
La zona considerada como montañosa en ese municipio se localiza en las porciones sureste, este y norte, en donde empieza a formarse la Sierra de Álvarez. En la parte norte destacan los cerros: La Mina, El Puerto y El Salto. En la parte este destacan los cerros: Rincón del Hoyo, La Virgen y el del Águila. Existen diferentes estribaciones en la parte sureste sin denominación popular alguna.

### Clima
La distribución climatológica del municipio es: al oriente, semi seco templado, al poniente, seco templado y al extremo suroeste un clima seco semi cálido. La temperatura media anual del municipio es de 16.9 °C, con una máxima absoluta de 39.5 °C y una mínima de 10 °C. La temperatura cálida comprende los meses de marzo a octubre y el período frío de noviembre a febrero. Las heladas generalmente se presentan de diciembre a enero. La precipitación pluvial anual es de 352 mm.

### Flora
El área del municipio se haya cubierta por una población vegetal típica de las zonas templadas áridas, entre las que pueden encontrarse matorral desértico espinoso, nopalera, izotal, cardonal y pastizal. De dichas combinaciones se localizan especies como: gobernadora, mezquite, huizache, hojasén, corolaria, castela, lycium, guayule, candelilla, maguey, lechuguilla, nopalera, palma china, palma loca y diferentes tipos de zacate como: navajita, banderilla, borreguero y lobero. El municipio cuenta con la sierra de Álvarez como área natural protegida con decreto del año 1981, como zona protectora forestal, con una superficie de 16,900.00 ha, incluyendo los municipios de Armadillo de los Infante y San Nicolás Tolentino.

### Fauna
La fauna del municipio está compuesta por animales como: coyote, gato montés, liebre, pájaros, venado de cola blanca, águila, ardilla, tigrillo, paloma ilustre, víbora de cascabel y arácnidos.

## Cultura

### Sitios de interés
Exhacienda de la Sauceda de San Antonio.
Templo de San José de Zaragoza
El Palacio de los Espíritu de la Hacienda Tequilera Corralejo.
Noche de Terror y una Maldición la “Bajada de Agua” en Villa de Zaragoza.
Fundación del Municipio 3 de noviembre de 1882.

### Artesanía
Se elabora textil, fibras duras (cuerdas, costales, tapetes y arpillas), macramé (hamacas, colgantes para macetas, etc.), dulces y productos de tuna.

### Gastronomía
Existe variedad de platillos, dentro de los cuales los más representativos son barbacoa, carnitas y chicharrones de puerco, así como gorditas de horno. 
Dulces.- Melcocha, Marranitos (pan), queso y miel de tuna.
Bebida.- Pulque, aguamiel, colonche y mezcal.

## Fiestas

### Fiestas civiles

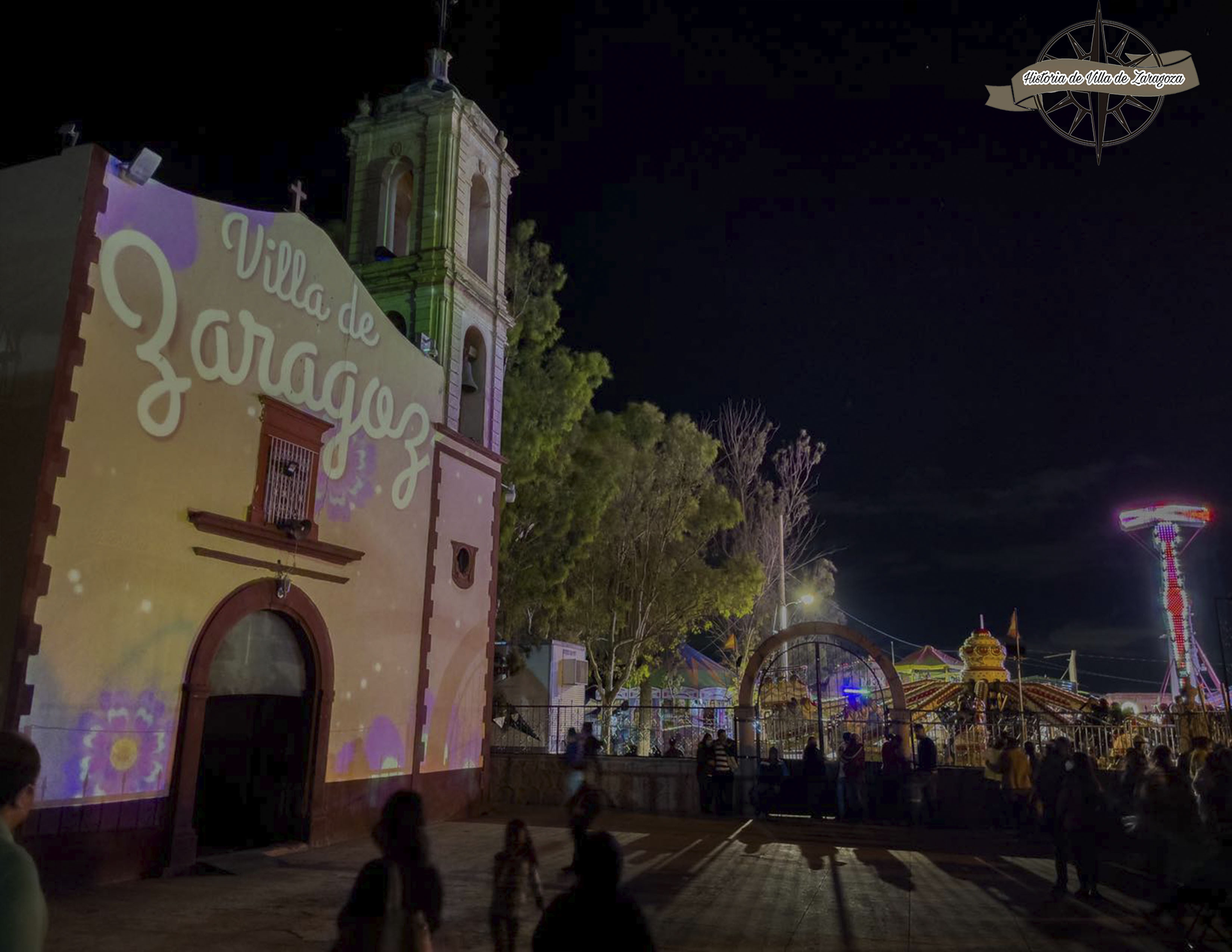
Fiesta de Luz en las festividades de los 300 años de Fe y Tradición a San Antonio de Padua.

FEREZA (Feria Regional de Zaragoza) 13 de junio
- Aniversario de la Independencia de México: 16 de septiembre.
- Aniversario de la Fundación del Municipio de Zaragoza: 3 de noviembre.
- Aniversario de la Revolución mexicana: El 20 de noviembre.

### Fiestas religiosas
- Fiesta patronal en honor de San José: 19 de marzo.
- Semana Santa (especialmente el Viernes Santo con la Procesión del Silencio)
- Día de la Santa Cruz: 3 de mayo en Comunidades de la Alberca de la Santa Cruz, Puerta del Fuerte, Parada del Zarcido
- Fiesta Regional en honor de San Antonio de Padua: del 04 al 13 de junio.

- Día de Muertos: 1 y 2 de noviembre.
- 22 de noviembre fiesta de santa Cecilia
- Fiesta en honor de la Virgen de Guadalupe: del 3 al 12 de diciembre.
- Navidad: 24 y 25 de diciembre. la Presita (Devoción Santo Niño de la Presita).